# Astragalus eremiticus
Astragalus eremiticus es una  especie de planta herbácea perteneciente a la familia de las leguminosas. Es originaria de Norteamérica.
Astragalus eremiticus es una planta herbácea perennifolia, que se distribuye por  Estados Unidos.

## Taxonomía
Astragalus eremiticus fue descrita por Edmund Perry Sheldon y publicado en Minnesota Botanical Studies 1(3): 161. 1894.
Etimología
Astragalus: nombre genérico derivado del griego clásico άστράγαλος y luego del Latín astrăgălus aplicado ya en la antigüedad, entre otras cosas, a algunas plantas de la familia Fabaceae, debido a la forma cúbica de sus semillas parecidas a un hueso del pie.
eremiticus: epíteto latino 
Sinonimia
- Astragalus arrectus var. eremiticus (E.Sheld.) M.E.Jones
- Astragalus boiseanus A.Nelson
- Astragalus cusickii Rydb.
- Astragalus malheurensis A.Heller
- Cystium boiseanum (A.Nelson) Rydb.
- Tium eremiticum (E.Sheld.) Rydb.
- Tium malheurense (A.Heller) Rydb.[4]